# Sylvietta chapini
Sylvietta chapini, "lendukrombek", är en fågelart i familjen afrikanska sångare inom ordningen tättingar.

## Utbredning och systematik
Fågeln förekommer endast i nordostligaste Demokratiska republiken Kongo. Den betraktas oftast som underart till vitbrynad krombek (Sylvietta leucophrys), men urskiljs sedan 2016 som egen art av Birdlife International och IUCN.

## Status
Den kategoriseras av IUCN som akut hotad.

## Namn
Fågeln vetenskapliga artnamn hedrar James Paul Chapin (1889-1964), amerikansk ornitolog, konstnär och curator för American Museum of Natural History. Lendu är en folkgrupp i östra Demokratiska republiken Kongo, tillika namnet på en högplatå i området.